# エウゼビオ
エウゼビオ・ダ・シルヴァ・フェレイラ（ポルトガル語: Eusébio da Silva Ferreira、1942年1月25日 - 2014年1月5日）は、ポルトガル領東アフリカ（現：モザンビーク）のロウレンソ・マルケス（現：マプト）出身のサッカー選手。ポジションはFW。1965年度、バロンドール受賞。
現役当時、日本のマスコミ等では「オイセビオ」と表記されていた。これは当時の日本代表コーチのデットマール・クラマーがスペルの「Eusébio」をドイツ語読みで「オイセビオ」と読んだのが由来とされる。SLベンフィカはエウゼビオの功績を称え、毎年夏にエウゼビオ・カップという親善大会を開催している。

## 人物
黒豹（The Black Panther）または黒い真珠（The Black Pearl）の愛称で呼ばれた1960年代から1970年代を代表するフォワード。同時代にプレーしたペレとも並び称された選手で、現役通算727試合に出場し715得点を記録した。ポルトガル代表通算64試合41得点。2005年にペドロ・パウレタに抜かれるまで代表最多得点記録だった。また、国際サッカー歴史統計連盟(IFFHS)には20世紀で最も偉大な選手の9位に選ばれるなど、最も偉大なサッカー選手の1人とみなされている。
陸上のスプリントでも通用すると言われるほどの爆発的な加速力を誇り、屈強で柔軟な身体から放たれる強烈なシュートでゴールを量産した。シュートの際、軸足をボールの前に大きく踏み出すエウゼビオのシュートフォームは釜本邦茂に強い影響を与えた。
人格的にも非常に優れた人物で、試合終了後には相手選手を称える事を忘れず、他の選手からも愛された選手であった。

## 経歴
1942年、ポルトガル領東アフリカ (現：モザンビーク) で生まれ、1957-60年までロウレンソ・マルケス（現：マプト）にあるスポルティング・ロウレンソ・マルケスに所属。1960年、ジョゼ・カルロス・バウエルに見出され、SLベンフィカのスカウトによってにポルトガルへ連れて来られ、直後に契約。ベンフィカでのデビュー戦はペレ擁するサントスFCとの試合だったが、いきなりハットトリックを達成した。

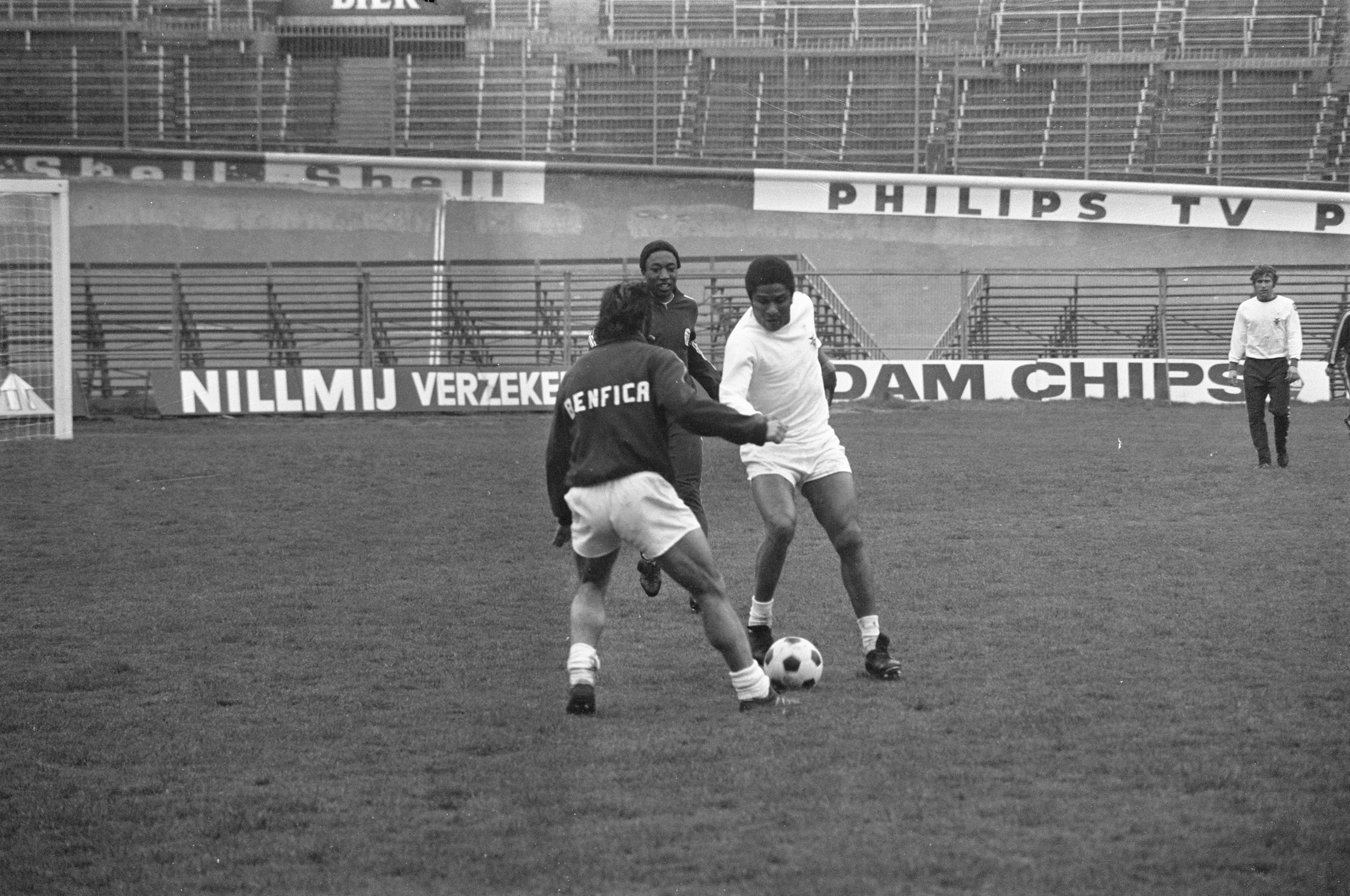
アムステルダムでトレーニング中のエウゼビオ（1972年4月4日）

ベンフィカ在籍中の15シーズンでリーグ優勝10回、カップ優勝5回、得点王7回（1963-64、64-65、65-66、66-67、67-68、69-70、72-73）、ゴールデンブーツを1969-70（42得点）、72-73（40得点）の2度獲得、UEFAチャンピオンズカップ（UEFAチャンピオンズリーグは除く）での48得点は、アルフレッド・ディ・ステファノに次いで2番目の得点数となっている。1965年にはバロンドールも受賞した。
1962年のUEFAチャンピオンズカップ決勝でベンフィカは、エウゼビオの挙げた2得点を含む5点を記録し、5-3でレアル・マドリードを下して優勝した。翌年のUEFAチャンピオンズカップでもベンフィカは決勝まで勝ち進み、エウゼビオは前半18分に先制点を決めるも、後半にジョゼ・アルタフィーニが2得点を挙げて最終的に1-2でACミランの前に敗れた。
1961年10月8日にはルクセンブルク戦でポルトガル代表デビューを果たす。1966年イングランドワールドカップ準々決勝・北朝鮮戦ではサッカー史に残る驚愕のプレーをやってのける。前半24分までに0-3とリードされるが前半27分、42分に得点を決め、後半56分に同点ゴール、直後の59分にはPKを決め1人で4連続得点を叩き出し試合をひっくり返してしまった。試合は更に1点を追加したポルトガルが5-3で大逆転勝利を収めた。最終順位は3位、自身も6試合出場9得点で得点王になった。
1975年のロードアイランド・オーシャニアーズ（USA）への移籍を皮切りに北アメリカのクラブを渡り歩き、1978年に現役を引退した。

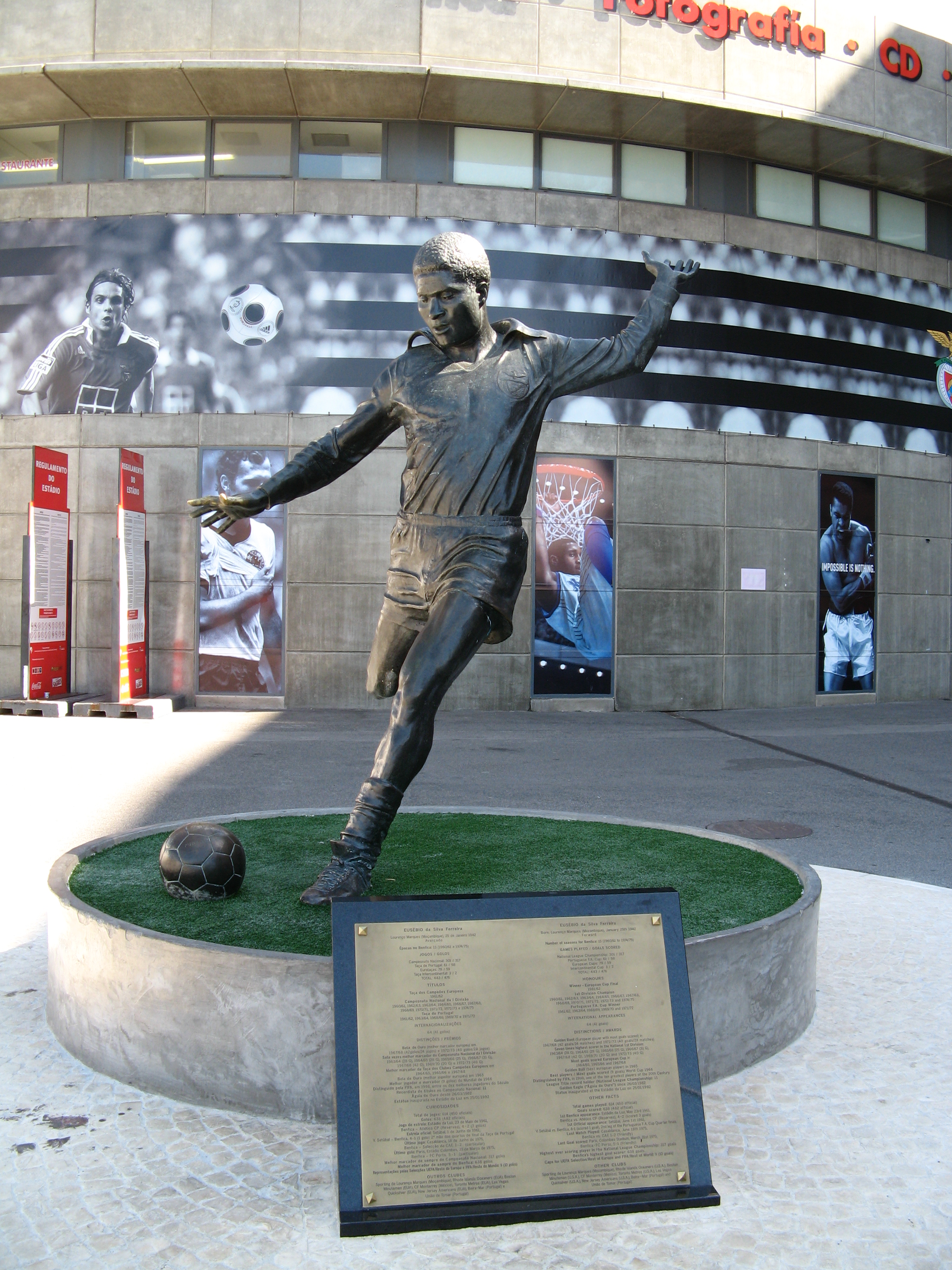
エスタディオ・ダ・ルスに建てられている銅像

2014年1月5日、心不全のため死去。エウゼビオの死に、ポルトガルサッカー界だけでなくアニーバル・カヴァコ・シルヴァ大統領やペドロ・パッソス・コエーリョ首相らも追悼のコメントを残した。

## 所属クラブ
- 1957年-1960年　 スポルティング・ロウレンソ・マルケス
- 1960年-1975年　 SLベンフィカ
- 1975年　 ロードアイランド・オーシャニアーズ（英語版）
- 1975年　 ボストン・ミニットメン（英語版）
- 1975年-1976年　 CFモンテレイ
- 1976年　 トロント・メトロス・クロアチア（英語版）
- 1976年-1977年　 SCベイラ・マル
- 1977年　 ラスベガス・クイックシルバー（英語版）
- 1977年　 ウニオン・トマール（英語版）
- 1977年-1978年　 ニュージャージー・アメリカンズ（英語版）

## 代表歴
- ポルトガル代表
  - デビュー戦  ルクセンブルク戦 （1961年10月8日、1962 FIFAワールドカップ予選、於:ルクセンブルク市）
  - 1966 FIFAワールドカップ出場。（3位入賞）
  - 通算64試合出場41得点

- ヨーロッパ選抜
  - 通算7得点は歴代最多である。

## 個人タイトル
- ポルトガルリーグ得点王：1963-64、1964-65、1965-66、1966-67、1967-68、1969-70、1972-73
- バロンドール：1965
- FIFAワールドカップ得点王：1966
- FIFAワールドカップ・ブロンズボール：1966
- ヨーロッパ・ゴールデンブーツ：1967-68、1972-73
- 20世紀世界最優秀選手 9位 (国際サッカー歴史統計連盟) - 1999年
- 20世紀の偉大なサッカー選手100人 10位（ワールドサッカー誌）
- UEFAジュビリーアウォーズ
- FIFA 100